# Ley de acuerdos de la Ronda Uruguay
La Ley de acuerdos de la Ronda Uruguay (Uruguay Round Agreements Act en inglés) es una ley del congreso de Estados Unidos que implementa los acuerdos llevados a cabo en la Ronda Uruguay de negociaciones del Acuerdo general sobre comercio y aranceles.

## Enmiendas a la ley de derechos de autor
El título V de esta ley hizo varias modificaciones a la ley de derechos de autor de los Estados Unidos. Enmendó el título 17 ("copyright") del código de Estados Unidos para incluir el artículo 104A totalmente reescrito sobre restauraciones del derecho de autor en trabajos extranjeros y para incluir el nuevo capítulo 11, conteniendo una prohibición de las grabaciones piratas de sonido y vídeo de espectáculos en vivo. Se insertó el nuevo artículo 2319A mediante en el título 18 de ese código, detallando las medidas penales contra infracciones de esta nueva prohibición.

### Restauraciones del derecho de autor
Estados Unidos se había unido a la convención de Berna el 1 de marzo de 1989, cuando su Ley de implementación de la Convención de Berna entró en vigor. El artículo 18 de la convención especificó que el tratado cubre todos los trabajos que todavía poseen derechos de autor en el país de origen y que no entraron en dominio público en dicho país a través de la expiración de una garantía previa.